# Karl von Huene
Karl von Huene vagy Karl von Hoiningen (Köln, 1837. október 24. – Gossensaß, 1900. március 13.) báró, porosz politikus. 

## Élete
Karl von Hoiningen, más néven Huene, Wilhelm von Huene porosz altábornagy és Charlotte Lossen (1798-1869) fia volt. Koblenzben és Berlinben járt gimnáziumba, majd 1859 májusának közepén belépett a porosz hadsereg Kaiser Alexander gránátos ezredébe. 1860-ban alhadnagy lett az Erzsébet-ezredben, és 1864-ben részt vett a Dánia elleni háborúban. Az Ausztria elleni háborúban 1866-ban Soornál és Königgrätznél szerepelt. Huene megkapta a Vörös Sas-rend IV. fokozatát. 1868 márciusának közepén áthelyezték a hadsereg vezérkarába, és 1869 októberének végén századossá léptették elő. Mint a X. hadtest vezérkari tisztje, részt vett a vionville-i, gravelotte-i, noisseville-i, beaune-la-rolande-i, orléans-i, beaugency-i és le mans-i csatákban, valamint 1870/71-ben Metz ostromában.
A II. osztályú Vaskereszttel kitüntetett Huene az 1871. június 3-i béke megkötése után századparancsnokként a 82. számú hesseni gyalogezredhez került. Lemondását jóváhagyva Huene 1873. augusztus 16-án nyugdíjjal és az ezred egyenruhájának viseléséhez való joggal bocsátották rendelkezési állományba. Átvette a felső-sziléziai Falkenberg körzetben lévő Groß-Mahlendorf birtokának vezetését, és 1883 júliusának közepén megkapta az őrnagyi rangot.
Az 1876-os új választásokon képviselővé választották, és a porosz képviselőházban a Centrum frakciójához csatlakozott. Szakértelmével, különösen pénzügyi és gazdasági kérdésekben való jártasságával, szónoki képességével és mértéktartásával tűnt ki.
Hogy átvegye von Thurn und Taxis  herceg  birtokainak igazgatását, 1882-ben lemondott mandátumáról, de az időközben felnőtt herceg már 1883-ban felmentette ebből a tisztségéből, és újraválasztással újra bekerült a Landtagba és a Reichstagba, amelynek 1890-től 1893-ig a Breslau 8 (Breslau Land - Neumarkt) választókerület képviselőjeként tartozott. Az előbbiben 1885-ben benyújtotta a Huenes indítványt (lex Huene) a Poroszországban újonnan bevezetett vámokból származó többletbevételnek a települések között való felosztásáról, amelyet elfogadtak (1893-ban azonban ezt az újítást az adóreformmal kapcsolatban megint eltörölték.).
1893 májusában a védtörvény tervezett módosítása alkalmával a birodalmi gyűlésen újra közvetítő javaslatot tett. Nem szavazta ugyan meg az állandó hadseregnek Leo von Caprivitől követelt magas létszámát, de az ő indítványa, és az általa felajánlott létszám az ellenzéki vezéralakoktól tett propozíciók közül aránylag mégis kielégítette a kormányt, mire a birodalmi gyűlés többsége Huene indítványát elfogadta. Saját pártja azonban zokon vette Huenének a kormánnyal szemben tanúsított előzékenységét és kivitelezte, hogy Huene a június 15-ei választásokban mindenütt, ahol csak fellépett, megbukott. Huene II. Vilmos császár bizalmasabb híveinek egyike és 1890-től a porosz államtanácsnak tagja volt. 1895 márciusában részt vett az államtanács üléseiben és különösen a gazdasági egyesületek hitelviszonyait hozta szóba.
1895-től haláláig Huene volt a Porosz Központi Szövetkezeti Alap első elnöke.
Karl von Huene, aki 1863. augusztus 22. óta szintén báró volt porosz elismerés alapján, 1864. október 10. óta volt a Thule-házból származó Johanna von Blacha (1846-1895) férje.

## Fordítás
Ez a szócikk részben vagy egészben  a   Karl von Huene című német Wikipédia-szócikk ezen változatának fordításán alapul.  Az eredeti cikk szerkesztőit annak laptörténete sorolja fel. Ez a jelzés csupán a megfogalmazás eredetét és a szerzői jogokat jelzi, nem szolgál a cikkben szereplő információk forrásmegjelöléseként.